# قسم مهروية الريفي (مقاطعة فارياب)
قسم مهروية الريفي (بالإنجليزية: Mehruiyeh Rural District)‏ هي منطقة سكنية تقع في كرمان في إيران. يقدر عدد سكانها بـ 6,824 نسمة .